# Amtsgericht Herrieden

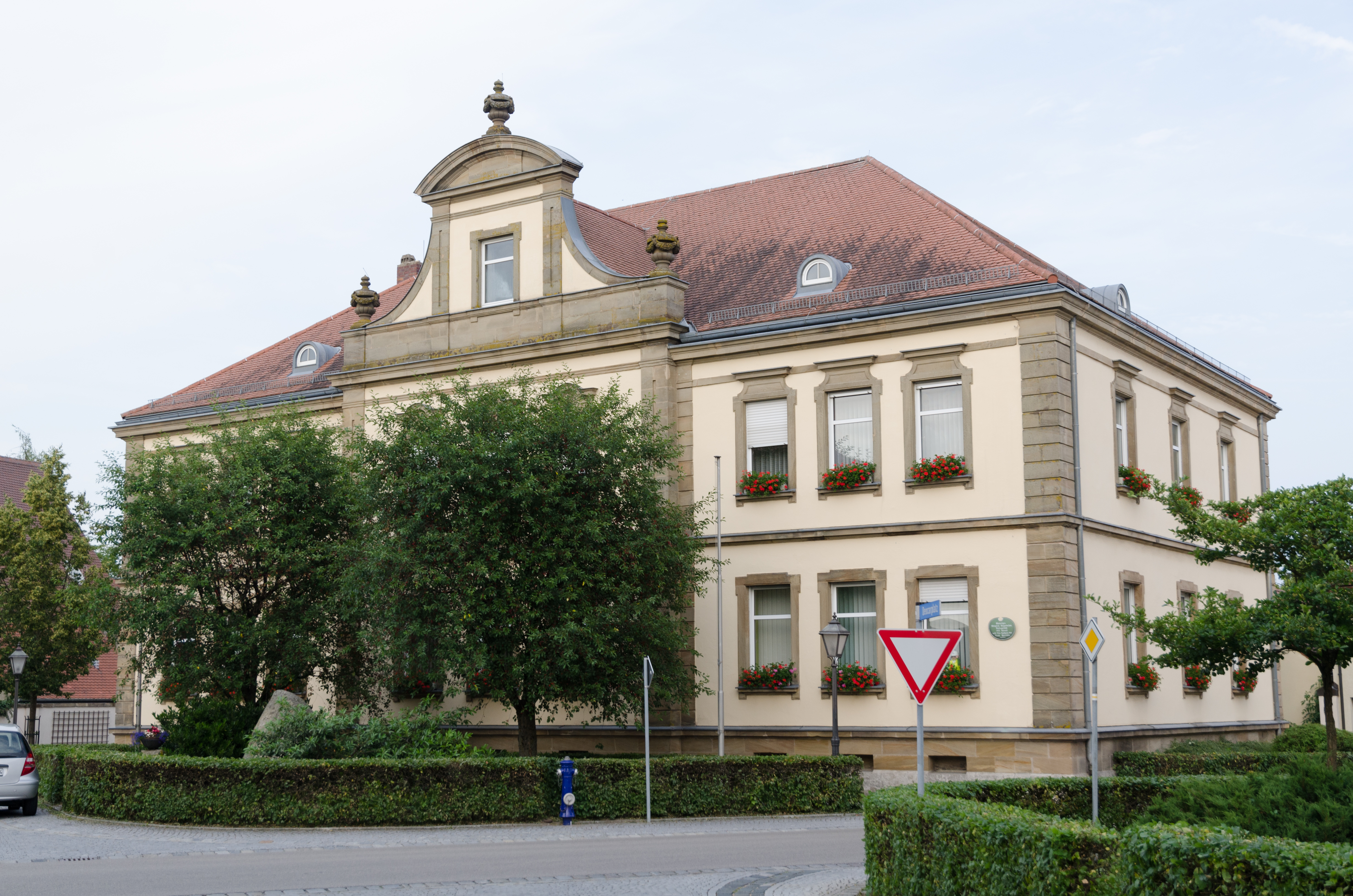
Ehem. Amtsgericht und heutiges Rathaus am Herrnhof 10 in Herrieden (2013)

Das Amtsgericht Herrieden war ein von 1879 bis 1931 bestehendes bayerisches Gericht der ordentlichen Gerichtsbarkeit mit Sitz in der Stadt Herrieden.

## Geschichte
Das Landgericht Herrieden war ein von 1808 bis 1879 bestehendes bayerisches Landgericht älterer Ordnung. Anlässlich der Einführung des Gerichtsverfassungsgesetzes am 1. Oktober 1879 bildete man ein Amtsgericht zu Herrieden, dessen Sprengel identisch mit dem vorherigen Landgerichtsbezirk Herrieden war und folglich die Ortschaften Arberg, Aurach, Bechhofen, Burgoberbach, Claffheim, Gern, Großbreitenbronn, Großenried, Herrieden, Heuberg, Hohenberg, Kaudorf, Kemmathen, Lammelbach, Leidendorf, Liebersdorf, Mörlach, Mörsach, Neunstetten, Neuses, Niederoberbach, Ornbau, Rauenzell, Roth, Sachsbach, Sommersdorf, Stadel, Thann, Waizendorf, Weidenbach und Wiesethbruck umfasste. Übergeordnete Instanz war das Landgericht Ansbach im Oberlandesgerichtsbezirk Nürnberg.
Mit Wirkung vom 1. März 1931 wurde das Amtsgericht Herrieden aufgehoben und aus dessen Bezirk die Gemeinden Arberg, Gern, Kemnathen und Mörsach dem Amtsgericht Gunzenhausen, die übrigen Gemeinden dagegen dem Amtsgericht Ansbach zugewiesen.

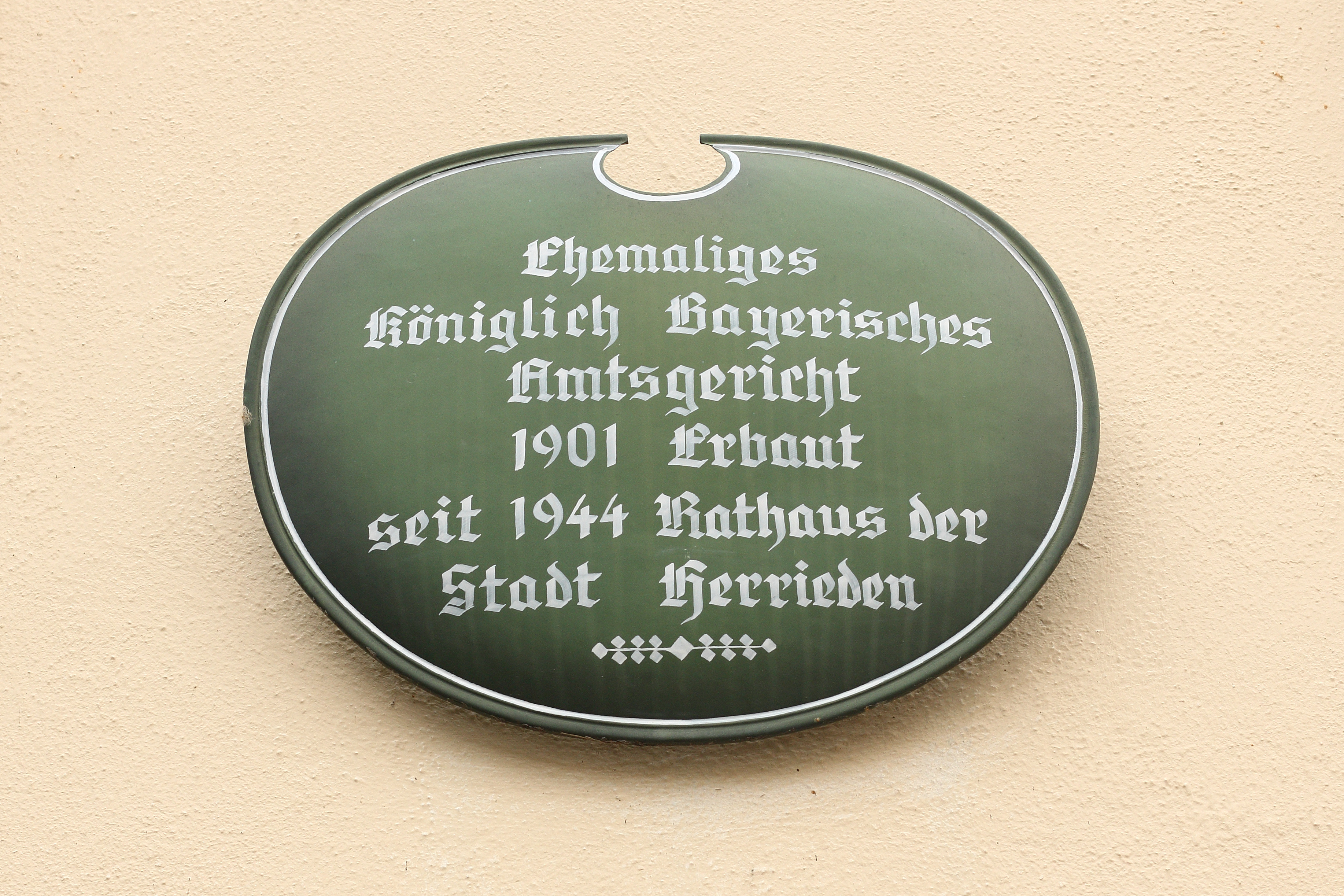
Am Rathaus von Herrieden angebrachtes Hinweisschild

## Gebäude
Das Amtsgericht befand sich in einem zweigeschossigen Walmdachbau am Herrnhof 10. Das seit 1944 als Rathaus der Stadt Herrieden dienende Gebäude wurde 1901 im neobarocken Stil erbaut und weist einen Mittelrisalit mit Giebelaufsatz auf.